# Menachem Mendel von Witebsk
Menachem Mendel von Witebsk (geb. um 1730 in Witebsk; gest. um 1788 in Tiberias) war ein Führer der chassidischen Bewegung.

## Leben
Menachem wurde in Witebsk geboren. Mit neun Jahren soll ihn sein Vater das erste Mal zu Baal Schem Tow gebracht haben. Menachem war ein Schüler des Maggid von Mesritsch. Nach seiner Hochzeit lebte er in Minsk.
Nach dem Tod des Maggid wurde er dessen Nachfolger als Führer der Chassidim in Litauen (und Belarus).
Mit Rabbi Schneur Salman versuchte er beim Gaon von Wilna eine Aufhebung der Verdammung der Chassidim zu erreichen, ohne Erfolg.
1777 ging er mit ungefähr 300 Anhängern nach Palästina, nach Safed, die Stadt der Kabbala. 1783 mussten sie die Stadt verlassen und gingen nach Tiberias. 1788 starb er dort.

## Chassidische Geschichten
Martin Buber erzählte in 15 der Chassidischen Geschichten von Menachem Mendel von Witebsk.